# Podpoziom fermentacyjny
Podpoziom fermentacyjny (AoF(F) stanowi substancję organiczną składająca się ze znacznie gorzej rozłożonych szczątków organicznych, głównie mchów, krzewinek, liści, igieł z dobrze widocznymi strukturami organów roślinnych.